# Christoph Pietz
Christoph Pietz (* 15. Juli 1964 in Ohrdruf) ist ein ehemaliger deutscher Leichtathlet, der für die DDR antrat und insbesondere im Stabhochsprung erfolgreich war.

## Sportliche Karriere
Christoph Pietz startete von 1978 bis 1984 für den SC Chemie Halle und dann für den SC Dynamo Berlin. 1991 war er beim TK Hannover. Er gewann den Titel im Stabhochsprung bei den DDR-Meisterschaften 1985. 1986 und 1988 belegte er den zweiten Platz hinter Uwe Langhammer. Von 1985 bis 1988 siegte Pietz viermal in Folge bei den Hallenmeisterschaften der DDR. Seine Bestleitung von 5,50 Meter sprang Pietz erstmals 1986 in Jena. In der Halle überquerte er 1988 in Turin 5,55 Meter.
Pietz trat von 1985 bis 1990 bei 17 Wettkämpfen im Nationaltrikot der DDR an.